# Петнаеста војвођанска ударна бригада
Петнаеста војвођанска ударна бригада „Шандор Петефи“ формирана је 31. децембра 1944. по наређењу Главног штаба Војводине у селу Кишчању (Мађарска) од бораца мађарске националне мањине који су од раније били у славонским (батаљон „Шандор Петефи“) и војвођанским јединицама те од бораца који су након ослобођења Бачке ступили у НОВЈ.
Била је у саставу Шеснаесте војвођанске дивизије НОВЈ. Састојала се од четири батаљона, извиђачке и возарске чете, санитетског вода и интендантуре, укупно око 1200 бораца.

## Борбени пут бригаде
У првој половини јануара 1945. године, са положаја на левој обали Драве, југозападно од Сентборбажа, спречавала је пребацивање немачких јединица преко Драве у Мађарску. Средином јануара пребачена је из Мађарске у Подравину, где је у саставу Шеснаесте дивизије учествовала у борбама за Вировитички мостобран код села Црнца и Чађавице, а затим код Подравске Слатине, Новака, Вашке и Детковца.
Под притиском надмоћнијих немачких снага пребацила се 9. и 10. фебруара 1945. преко Драве у Барч, а одавде у Барању где је с осталим јединицама Шеснаесте дивизије од 6. до 21. марта водила борбе за ликвидацију немачког мостобрана код Болмана. У тим је борбама имала 50 погинулих и 190 рањених.
Расформирана је 31. марта 1945, а њено људство распоређено је у јединице Шеснаесте дивизије.
Одликована је Орденом братства и јединства.